# Cono di Abrams

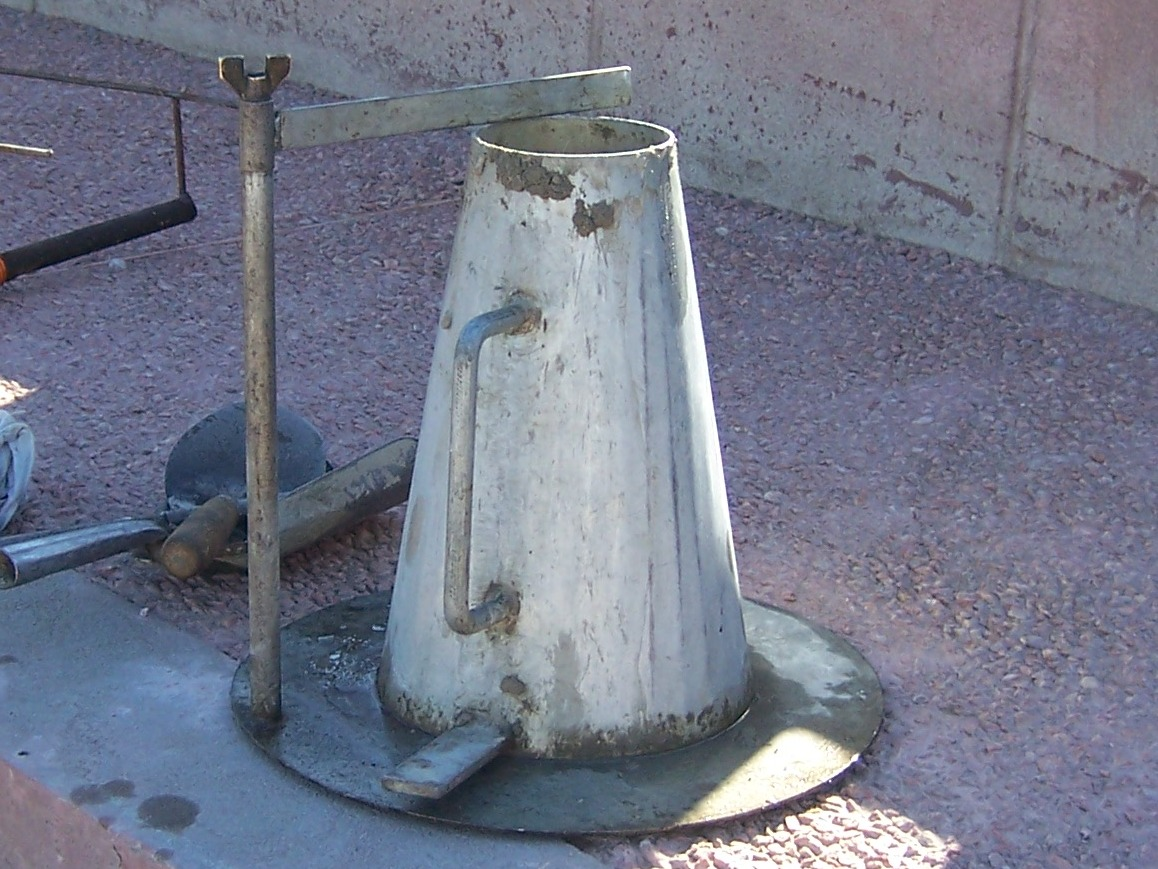
Cono di Abrams

Il cono di Abrams  serve a misurare la consistenza di un calcestruzzo fresco  coesivo e confezionato con aggregati aventi dimensione massima non maggiore di 40 mm.

## Stampo di metallo
Solitamente è costruito in lamiera di acciaio zincato o inossidabile (deve essere realizzato con materiale non aggredibile dalla pasta cementizia) di spessore di almeno 1,5 mm.

Il suo interno deve essere liscio, esente da sporgenze, quali chiodature ed ammaccature.

Lo stampo tronco conico deve avere le seguenti dimensioni interne:
- diametro della base inferiore: 200 ± 2 mm;
- diametro della base superiore: 100 ± 2 mm;
- altezza: 300 ± 2 mm.

Le basi inferiori e superiori sono aperte e formano angoli retti con l'asse del cono.

Lo stampo è dotato di due manici, posti a 2/3 dell'altezza nella porzione superiore, per la sformatura e, nella parte inferiore, di ganci di fissaggio o di staffe che servono a mantenerlo fermo con i piedi nel corso del riempimento.

Uno stampo munito di ganci di fissaggio deve poter essere sbloccato senza provocare alcun movimento dello stampo stesso.

## Slump test o prova di abbassamento al cono

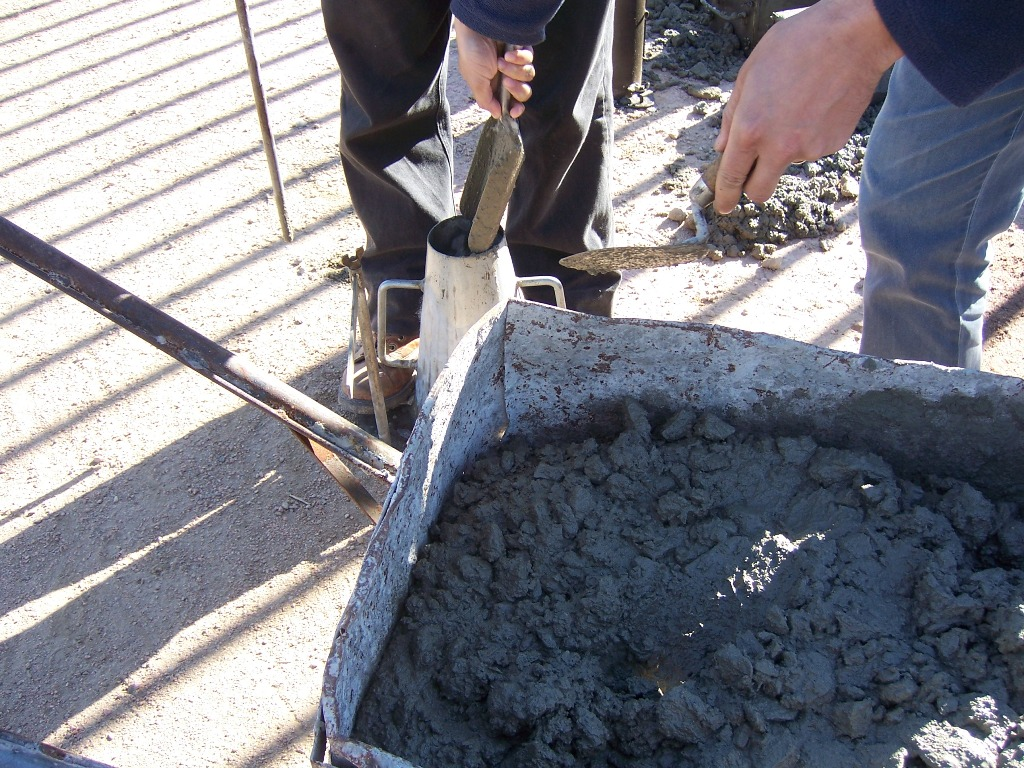
Riempimento del cono di Abrams con calcestruzzo fresco.

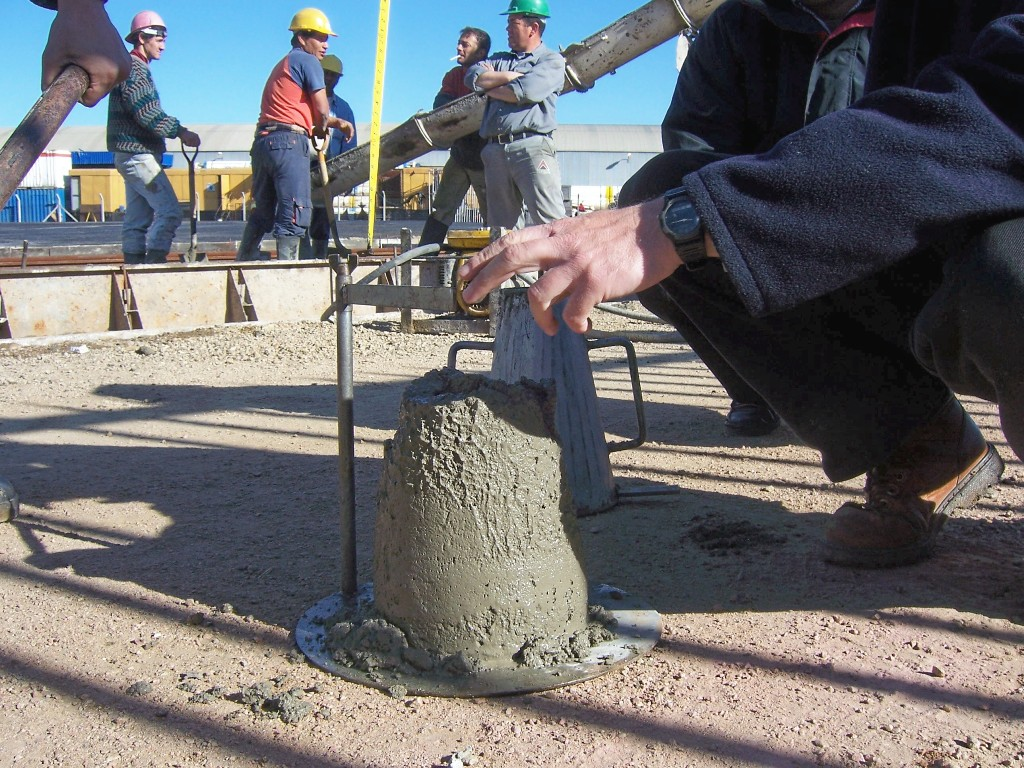
Misurazione dello slump

La prova che viene eseguita, sia in cantiere che in laboratorio, utilizzando il cono di Abrams prende il nome di slump test o prova di abbassamento al cono ed è una valutazione della deformazione che un impasto subisce per effetto del proprio peso, quando viene privato del recipiente che lo sostiene.
Inizialmente si inumidisce lo stampo e lo si pone su una superficie rigida, liscia, umida e non assorbente. Si mantiene immobile il cono durante la fase di riempimento gravando con i piedi sulle due staffe di base. Il recipiente tronco-conico viene riempito rapidamente, mediante cazzuola o sessola con tre strati successivi assestati, pari ciascuno a circa 1/3 dell'altezza dello stampo.
Si costipa ogni strato con 25 colpi, dati con un pestello (lunghezza 2'=61 cm, diametro 2/3"=1,6 cm punta arrotondata) uniformemente distribuiti sulla loro intera sezione orizzontale. Lo strato inferiore deve essere assestato distribuendo approssimativamente la metà dei colpi a spirale dal perimetro verso il centro, tenendo il pestello leggermente inclinato e facendolo penetrare per tutta la profondità dello strato. 
Per gli altri due strati la penetrazione deve essere di poco maggiore del loro spessore. Assestato anche lo strato superiore si deve aggiungere altro calcestruzzo per compensare l'abbassamento di livello del conglomerato, dovuto alla costipazione, al di sotto del bordo superiore. Subito dopo l'assestamento dell'ultimo strato e la successiva ricarica, si rasa e si liscia la superficie del calcestruzzo usando il pestello, con movimento a sega e di rotolamento.
Si ripulisce la superficie di appoggio dall'eventuale calcestruzzo caduto durante le fasi di riempimento e si rimuove lo stampo, in un lasso di tempo fra i 5 e i 10 secondi, sollevandolo con cura in direzione verticale; non bisogna provocare movimenti laterali e di torsione nel calcestruzzo.
La prova, dall'inizio del riempimento fino alla rimozione del cono, deve essere eseguita senza interruzione entro 150 secondi.

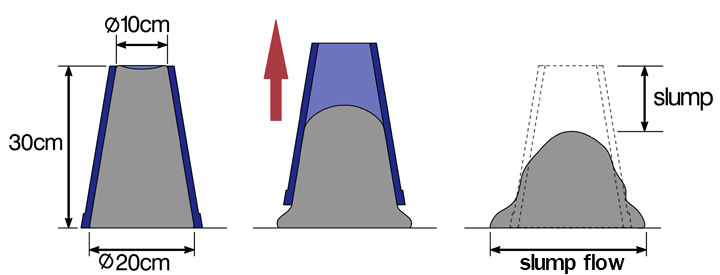
misurazione dello slump

Immediatamente dopo la rimozione dello stampo, si misura l'abbassamento al cono S (slump) per differenza fra l'altezza nominale dello stampo (hm = 300 mm) e quella del punto più alto del campione hs, con arrotondamento ai 10 mm più prossimi:
- S = hm -hs

Dalla misura dell'abbassamento relativo si deduce la classe di consistenza dell'impasto.
L'abbassamento può avvenire in diversi modi: l'unico accettabile è lo slump vero, cioè un abbassamento regolare dell'impasto.
Gli altri (slump di taglio, collasso) sono indice di qualche irregolarità nel confezionamento del calcestruzzo. 
Quando al primo tentativo si ottiene un abbassamento per scorrimento (il calcestruzzo si disgrega in qualche sua parte) la prova viene ripetuta una seconda volta, con un'altra porzione di calcestruzzo, e se viene confermato lo stesso risultato del precedente tentativo, tutta la fornitura di quel calcestruzzo preso in esame è da scartare poiché non idoneo al test.
Lo slump test non si effettua per il calcestruzzo autolivellante poiché a causa della sua elevata fluidità lo slump è così elevato da non essere più significativo. In questo caso vengono utilizzati altre tipologie di test.

## Classe di consistenza
Secondo le norme UNI EN 206 – 2006 e UNI 11104:2016 in base al risultato dello slump test, si individuano 5 classi di consistenza:
- S1 - consistenza umida: abbassamento (slump) da 10 a 40 mm
- S2 - consistenza plastica: abbassamento (slump) da 50 a 90 mm
- S3 - consistenza semifluida: abbassamento (slump) da 100 a 150 mm
- S4 - consistenza fluida: abbassamento (slump) da 160 a 210 mm
- S5 - consistenza superfluida: abbassamento (slump) ≥ 220 mm.

## Classe di consistenza e mix design
La consistenza è una caratteristica che viene indicata in progetto ed è uno dei parametri necessari ad individuare il giusto mix design (progetto di miscela) del calcestruzzo da adottare in una determinata struttura.
 
La classe di consistenza deve essere valutata in funzione della struttura da realizzare al fine di rendere più facile l'operazione di posa in opera.
 
Con riferimento alle classi di abbassamento al cono:
- se si deve realizzare una diga o una pavimentazione industriale con vibrofinitrice (e comunque per getti di grandi dimensioni) è d'obbligo un calcestruzzo a consistenza S1;
- se si devono realizzare strutture, quali ciminiere, serbatoi pensili, ecc., con la tecnica dei casseri rampanti si deve prescrivere un calcestruzzo a consistenza S2 o al massimo S3;
- in tutti gli altri casi si dovrà utilizzare un calcestruzzo S4 o S5

## Normativa
- UNI EN 12350-2:2010: Prova sul calcestruzzo fresco - Parte 2: Prova di abbassamento al cono
- UNI EN 206-1:2006: Calcestruzzo - Parte 1: Specificazione, prestazione, produzione e conformità
- UNI 11104:2016 Calcestruzzo - Specificazione, prestazione, produzione e conformità - Istruzioni complementari per l'applicazione della EN 206-1